# Язловецькі діброви
Язлове́цькі дібро́ви № 1, № 2 — ботанічна пам'ятка природи місцевого значення в Україні.
Розташовані поблизу села Язловець Бучацького району, у кварталі 23 виділі 8 і кварталі 33 виділі 4 Язловецького лісництва, в межах лісового урочища «Язловець».

## Пам'ятка
Оголошені об'єктом природно-заповідного фонду рішенням виконкому Тернопільської обласної ради № 589 від 5 листопада 1981 року. Перебувають у віданні ДП «Бучацьке лісове господарство».

## Характеристика
Площа 1 і 4,5 га.
Під охороною — дубові насадження ІІ бонітету, віком 75 і 100 р, що мають наукову, пізнавальну та господарську цінність.

## Джерело
- Леньків І. Язловецькі діброви № 1, № 2 // Тернопільський енциклопедичний словник : у 4 т. / редкол.: Г. Яворський та ін. — Тернопіль : Видавничо-поліграфічний комбінат «Збруч», 2008. — Т. 3 : П — Я. — С. 682. — ISBN 978-966-528-279-2.